# قمچه‌مار نواری
قمچه‌مار نواری (نام علمی: Argyrogena fasciolata) نام یک گونه از تیره قمچه‌ماران است.